# Studio Leonardo
Studio Leonardo is een Belgische inkleuringsstudio in Marcinelle die een groot deel van alle Dupuisstrips inkleurt.
De studio werd in 1968 door Vittorio Leonardo opgericht. Onder meer het stripblad Spirou en meerdere albums van Bollie en Billie, Cédric, Vrouwen in 't Wit, Guust, Lucky Luke, de Marsupilami, Natasja, De Mini-mensjes, De Smurfen en Yoko Tsuno werden hier ingekleurd en/of beletterd.  Naast vele occasionele medewerkers behoren Leonardo's echtgenote Carla en hun zoon Jordan tot de vaste krachten.